# Lebinthus
Lebinthus is een geslacht van rechtvleugeligen uit de familie krekels (Gryllidae). De wetenschappelijke naam van dit geslacht is voor het eerst geldig gepubliceerd in 1877 door Stål.

## Soorten
Het geslacht Lebinthus omvat de volgende soorten:
- Lebinthus ambonensis Robillard, 2010
- Lebinthus bifasciatus Chopard, 1951
- Lebinthus bitaeniatus Stål, 1877
- Lebinthus buruensis Robillard, 2010
- Lebinthus cyclopus Robillard, 2010
- Lebinthus flavipalpis Chopard, 1931
- Lebinthus greensladei Robillard, 2010
- Lebinthus kolombara Robillard, 2010
- Lebinthus lanyuensis Oshiro, 1996
- Lebinthus leopoldi Chopard, 1931
- Lebinthus lifouensis Desutter-Grandcolas, 1997
- Lebinthus makilingus Otte, 2007
- Lebinthus malekulensis Robillard, 2009
- Lebinthus miripara Otte & Alexander, 1983
- Lebinthus nattawa Robillard, 2009
- Lebinthus punctatus Brunner von Wattenwyl, 1898
- Lebinthus sanchezi Bolívar, 1889
- Lebinthus santoensis Robillard, 2009
- Lebinthus striolatus Brunner von Wattenwyl, 1898
- Lebinthus truncatipennis Chopard, 1929
- Lebinthus villemantae Robillard, 2010
- Lebinthus yaeyamensis Oshiro, 1996